# Рудолф II (Баден)
Рудолф II (на немски: Rudolf II von Baden, † 14 февруари 1295) е маркграф на Маркграфство Баден от 1288 до 1295 г.

## Биография
Той е вторият син на маркграф Рудолф I фон Баден († 19 ноември 1288) и Кунигунда фон Еберщайн († 12 април 1284/1290), дъщеря на граф граф Ото I фон Еберщайн († 1279).
Той се жени на 2 май 1285 г. за Аделхайд фон Оксенщайн († 17 май 1314) , дъщеря на Ото III фон Оксенщайн и на Кунигунда фон Хабсбург, сестра на крал Рудолф I. Тя е вдовица на граф Бертхолд II фон Нойенбург-Щрасберг († пр. 1285). Нейният чичо крал Рудолф I ѝ подарява за сватбата 1000 сребърни марки и имение при Епинген. Двамата нямат деца.
Той управлява от 1288 г. Маркграфство Баден заедно с братята му Херман VII (1288 – 1291), Хесо (1288 – 1297) и Рудолф III (1288 – 1332).
Рудолф II умира на 14 февруари 1295 г. Последван е от брат му Рудолф III и племенникът му Рудолф Хесо (син на брат му Хесо).